# Erycia villica
Erycia villica là một loài ruồi trong họ Tachinidae.